# でっかくいこう
『でっかくいこう』は、1969年4月1日から1970年8月28日までTBS系列局で放送されていたTBS製作のゲームバラエティ番組である。カラー放送。森永製菓の一社提供。

## 概要
アメリカの人気番組『LET'S MAKE A DEAL』をアレンジした視聴者参加型番組。司会は高橋圭三が務めていた。
高橋は毎回観客を1人呼び出し、自分の所持品1つと目の前の箱（中級賞品もしくは安っぽい賞品が入っている）の中身と交換するかを尋ねていた。「交換する」と答えた場合、所持品との引き換えで箱の中の賞品を獲得できたが、その賞品が気に入らなければ、今度は目の前にあるカーテンの裏の賞品（安っぽい賞品もしくはスポーツカーなどの超高額賞品が入っている）との交換へと移行。ここで「交換する」と答えればカーテン裏の賞品を獲得できたが、その際には箱の中の賞品は無かったことにされた。二者択一によってどんどん高価な賞品を獲得できる点が売りだった。

## 放送時間
いずれも日本標準時。
- 火曜 19:00 - 19:30 （1969年4月1日 - 1970年3月24日）[1]
- 金曜 19:30 - 20:00 （1970年4月3日 - 1970年8月28日）
- 1970年1月1日（木曜） 14:45 - 15:30 には、『お年玉ででっかくいこう』と題しての新年スペシャル放送を行った。ゲスト出演者は岡崎友紀、江崎英子、志麻ゆき、牧ミユキ、萩原健一、小山ルミ、吉沢京子、谷隼人、小川知子、高田恭子、千葉真一、沢田研二、布施明、園まり、森山加代子。